# Thất nghiệp ma sát
Thất nghiệp ma sát, hoặc thất nghiệp tạm thời hay thất nghiệp tìm kiếm (tiếng Anh: Frictional unemployment hoặc search unemployment) là hình thức thất nghiệp do người lao động thay đổi việc làm, phát sinh do người lao động cần có thời gian để tìm việc làm thích hợp nhất với chuyên môn và sở thích của họ. Tuy nhiên, trong cùng một thị trường lao động địa phương đó, số lượng việc làm nhiều hơn hoặc bằng số người đi tìm việc.